# هیستوسول

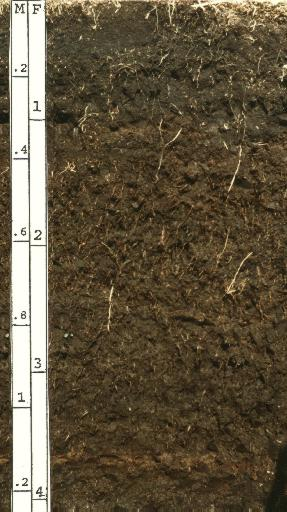
نیمرخ خاک هیستوسول

در هر دو رده‌بندی خاک FAO و USDA، هیستول (به انگلیسی: Histosols) خاکی عمدتاً متشکل از مواد آلی است و. این خاک‌ها به صورت دارا بودن ۴۰ سانتی‌متر (۱۶ اینج) یا بیشتر ماده آلی خاک در ۸۰ سانتی‌متر (۳۱ اینچ) بالایی، یا اینکه با هر ضخامتی در بالای سنگ یکپارچه یا سنگی که درز و ترکهایش با مواد آلی پر شده باشد، تشکیل شود، تعریف گردیده‌است. ماده آلی خاک، بسته به مقدار رس خاک، مقدار ۱۲ تا ۱۸ درصد (وزنی) یا بیشتر کربن آلی دارد. این مواد شامل ماک (مواد ساپریک خاک)، تورب ماکی (مواد همیک خاک)، یا تورب (مواد فیبریک خاک) هستند. شرایط آبی (اکویک) یا زهکشی مصنوعی مورد نیاز است. به‌طور معمول، هیستوسول‌ها دارای وزن مخصوص ظاهری کم و زهکشی ضعیف هستند، به خاطر اینکه مواد آلی خیلی خوب آب را نگه می‌دارند. بیشتر اسیدی می‌باشند و در خاک همواره مرطوب که که شسته می‌شوند از عناصر غذایی اصلی گیاه خیلی کمبود دارند.
هیستوسول‌ها با نام‌های مختلف دیگر در کشورهای دیگر، شناخته می‌شوند، مثل تورب یا ماک. در استرالیا هیستوسول‌ها ارگانوسول نامیده می‌شوند.
هیستوسول‌ها هر وقت که سرعت تشکیل مواد آلی از زمان تجزیه آن بیشتر است، تشکیل می‌شوند. این امر به این علت رخ می‌دهد زهکشی محدود مانع از تجزیه هوازی می‌شود و بقایای گیاهان و جانوران در خاک باقی می‌ماند؛ بنابراین، هیستوسول‌ها به دلیل اینکه آنها و جلی‌سول‌ها مقادیر زیادی کربن آلی ذخیره می‌کنند، از نظر بوم‌شناسی خیلی مهم می‌باشند. اگر این تجمع برای مدت زمان به حد کافی طولانی ادامه یابد، زغال سنگ تشکیل می‌گردد.
بیشتر هیستوسول‌ها در کانادا، اسکاندیناوی، جلگه صربستان غربی، سوماترا، بورنئو، گینه نو وجود دارند. نواحی کوچکتری نیز در بخش‌های دیگر اروپا، خاور دور روسیه (عمدتاً در سرزمین خاباروفسک و استان آمور)، فلوریدا و سایر مناطق باتلاق دائمی یافت می‌شوند. هیستوسول‌های فسیلی از اولین زمین‌های گسترده پوشش گیاهی در دوره دوونین شناخته شده‌است.
در هیستوسول‌ها به‌طور کلی، به دلیل زهکشی ضعیف و اغلب حاصلخیزی شیمیایی اغلب کم، کشت بسیار دشوار است. با این حال، هیستوسول‌های اخیراً شکل گرفته در سرزمین‌های یخبندان، هنگامی که خشک شود اغلب می‌تواند بسیار پرحاصل باشد و چراگاه درجه بالا برای تولید لبنیات یا گوشت گاو تولید کند. اگر به دقت مدیریت گردند، برخی اوقات می‌توانند برای تولید میوه استفاده شوند، اما خطر بزرگ برای مواد آلی مثل تبدیل شدن به پودر خشک و فرسایش تحت تأثیر بادهای خشک وجود دارد.
هیستوسول‌ها مانند جلی‌سول‌ها در استفاده برای اهداف مهندسی عمران به دلیل ساختار سنگین مایل به فرونشست در خاک مرطوب، تا حد زیادی محدودیت دارند.

در رده‌بندی خاک USA هیستوسول‌ها تقسیم می‌شوند به:
- فولیست – هیستوسول‌هایی که برای مدت زمانی طولانی در یک سال اشباع از آب نیستند
- فیبریست – هیستوسول‌هایی که از مواد آلی با تجزیه کم ساخته شده‌اند و اغلب تورب نامیده می‌شوند.
- همیست - هیستوسول‌هایی که از مواد آلی با تجزیه متوسط ساخته شده‌اند.
- ساپریست - هیستوسول‌هایی که از مواد آلی با تجزیه بالا ساخته شده‌اند و اغلب ماک نامیده می‌شوند.